# CP série 1800
 (septembre 2022).
Si vous disposez d'ouvrages ou d'articles de référence ou si vous connaissez des sites web de qualité traitant du thème abordé ici, merci de compléter l'article en donnant les références utiles à sa vérifiabilité et en les liant à la section « Notes et références ».
La CP série 1800 est une série de dix locomotives diesel-électriques construites pour Comboios de Portugal en 1968.